# Карла Естрада
Карла Естрада (на испански: Carla Estrada) е мексиканска продуцентка на теленовели и комедийни програми. Тя е един от най-важните продуценти в Латинска Америка. Карла Естрада е развила голяма част от кариерата си в Телевиса, най-голямата медийна компания в Мексико.

## Биография
Карла Естрада е родена на 11 март 1956 г. в Мексико. Дъщеря е на мексиканската актриса Мати Уитрон. Първоначално иска да учи психология, но се отказва и се ориентира към медиите.
Започва като асистент на продуцента Валентин Пимстейн в теленовелата Vanesa (1982), а след това като асистент-продуцент на теленовелите, продуцирани от Ернесто Алонсо. Първата теленовела, на която е изпълнителен продуцент, е Бедна младост (1986). Първата голяма продукция на Карла е новелата Ничия любов (1990). Към 2016 г. Естрада е продуцирала 20 теленовели, основно работи с актрисите Адела Нориега (5 теленовели) и Лусеро (също 5). Създава 4 теленовели, чийто сюжет се развива в различни исторически епохи – Алондра (1995), Истинска любов (2003), Пробуждане (2005/06) и Изпепеляваща страст (2007/08).

## Творчество

### Сериали
- Глория Треви: Те са мен (2023) също режисьор и сценарист
- Силвия Пинал, пред теб (2019) също режисьор и оператор
- Завинаги Йоан Себастиан (2016)

### Теленовели
- Капризи на съдбата (2009)
- Изпепеляваща страст (2007/08)
- Пробуждане (2005/06)
- Истинска любов (2003)
- Изворът (2001/02)
- Моята съдба си ти (2000)
- Право на любов (1998/99)
- Мария Исабел (1997)
- Все още те обичам (1996/97)
- Любовни връзки (1995/96)
- Алондра (1995)
- Отвъд моста (1993/94)
- Бедни роднини (1993)
- С лице към Слънцето (1992)
- Ничия любов (1990)
- Когато дойде любовта (1989/90)
- Любов в мълчание (1988)
- Петнадесетгодишна (1987/88)
- Бедната госпожица Лимантур (1987)
- Бедна младост (1986)

### Музикални програми
- La vida es mejor cantando (2011)

### Развлекателни програми
- Hoy (2013-2015)
- Los doctores (2012-2013)

### Комедийни програми
- Picardía mexicana
- La Parodia (2005-2007)
- El privilegio de mandar (2005-2006)
- La hora pico (2000-2007)

### Конкурси
- Picardía mexicana (1997-2000)

## Награди и номинации
| Година | Категория                                 | Теленовела           | Резултат   |
| ------ | ----------------------------------------- | -------------------- | ---------- |
| 1988   | Най-добра теленовела (Награди TVyNovelas) | Петнадесетгодишна    | печели     |
| 1989   | Най-добра теленовела (Награди TVyNovelas) | Любов в мълчание     | печели     |
| 1990   | Най-добра теленовела (Награди TVyNovelas) | Когато дойде любовта | номинирана |
| 1993   | Най-добра теленовела (Награди TVyNovelas) | С лице към Слънцето  | печели     |
| 1994   | Най-добра теленовела (Награди TVyNovelas) | Бедни роднини        | номинирана |
| 1996   | Най-добра теленовела (Награди TVyNovelas) | Любовни връзки       | печели     |
| 1998   | Най-добра теленовела (Награди TVyNovelas) | Мария Исабел         | номинирана |
| 1999   | Най-добра теленовела (Награди TVyNovelas) | Право на любов       | печели     |
| 2002   | Най-добра теленовела (Награди TVyNovelas) | Изворът              | печели     |
| 2004   | Най-добра теленовела (Награди TVyNovelas) | Истинска любов       | печели     |
| 2006   | Най-добра теленовела (Награди TVyNovelas) | Пробуждане           | печели     |
| 2008   | Най-добра теленовела (Награди TVyNovelas) | Изпепеляваща страст  | номинирана |
| 2010   | Най-добра теленовела (Награди TVyNovelas) | Капризи на съдбата   | номинирана |

| Година | Категория                                        | Теленовела     | Резултат |
| ------ | ------------------------------------------------ | -------------- | -------- |
| 1996   | Най-добра теленовела на годината (награди Bravo) | Любовни връзки | печели   |
| 1999   | Най-добра теленовела на годината (награди Bravo) | Право на любов | печели   |
| 2002   | Най-добра теленовела на годината (награди Bravo) | Изворът        | печели   |
| 2004   | Най-добра теленовела на годината (награди Bravo) | Истинска любов | печели   |
| 2006   | Най-добра теленовела на годината (награди Bravo) | Пробуждане     | печели   |

| Година | Категория                               | Предаване                 | Резултат   |
| ------ | --------------------------------------- | ------------------------- | ---------- |
| 2003   | Най-добра комедийна програма            | La Parodia                | печели     |
| 2004   | Най-добра комедийна програма            | La hora pico              | номинирана |
| 2004   | Най-добра развлекателна програма        | La Parodia                | печели     |
| 2006   | Най-добро вариете или музика            | La Parodia                | печели     |
| 2006   | Най-добра комедийна програма            | La hora pico              | номинирана |
| 2006   | Най-добра комедийна програма            | El Privilegio de Mandar   | печели     |
| 2007   | Най-добра комедийна програма            | El Privilegio de Mandar   | номинирана |
| 2007   | Най-добра комедийна програма            | La hora pico              | печели     |
| 2007   | Най-добра развлекателна програма        | La Parodia                | печели     |
| 2012   | Най-добра програма за музикална таланти | La vida es mejor cantando | номинирана |
| 2013   | Най-добра развлекателна програма        | Los Doctores              | номинирана |
| 2014   | Най-добра развлекателна програма        | Hoy                       | печели     |